# فونکه باکنور-اوبروت
فونکه باکنور-اوبروت(زاده ۲۷ ژوئن ۱۹۷۶) یک کارآفرین و وکیل نیجریه‌ای است. او بنیانگذار و مدیر عامل رویداد زاپایر است و به عنوان یکی از برنامه ریزان رویدادهای مختلف در نیجریه، فردی پیشگام در نظر گرفته می‌شود.